# Новый Кучин
Новый Кучи́н (бел. Новы Кучын) — деревня в составе Черноборского сельсовета Быховского района Могилёвской области Республики Беларусь.

## Население
- 2010 год — 41 человек